# Powódź w Holandii (1953)
Powódź w Holandii w 1953 roku (nider. Watersnoodramp – w dosłownym tłumaczeniu „katastrofa powodzi”) – powódź, która nawiedziła Holandię w wyniku bardzo silnego sztormu w nocy z 31 stycznia na 1 lutego 1953 oraz zbiegu kilku innych niekorzystnych zjawisk meteorologicznych i spowodowała przerwanie wałów przeciwpowodziowych i wdarcie się wody morskiej 75 km w głąb lądu. W wyniku powodzi zginęło 1836 osób. Tenże sztorm spowodował też powodzie w innych krajach rejonu Morza Północnego. Aby uniknąć powtórzenia się kataklizmu władze Holandii podjęły decyzję o realizacji stworzonego wcześniej Planu Delta.

## Sprzyjające powodziom warunki naturalne Holandii
Około 60% powierzchni Holandii stanowią niziny, w tym ok. 40% to depresje osiągające 5–7 m p.p.m. W Niderlandach Niskich dominują poldery (ok. 2000 km²), które powstają po osuszeniu zatok morskich i jezior (np. Zuidplaspolder, 7 m p.p.m.).
Na północy i wschodzie kraju znajdują się liczne wydmy. Uchodzące do Morza Północnego rzeki (Ren, Skalda, Moza, Mozela) tworzą bagnistą deltę. Poziom wód w tych rzekach zależy m.in. od intensywności topnienia śniegu w Alpach i intensywności opadów na obszarze Holandii, Niemiec, Francji, Belgii i Szwajcarii. W strefie ciepłego klimatu morskiego, np. w Holandii (najchłodniejszy miesiąc: styczeń, temperatura minimalna: -1 °C), zimą ilość opadów jest duża.
Z punktu widzenia możliwości wdarcia się wody morskiej na ląd ważna jest również siła i kierunek wiatrów. W Holandii notuje się ok. 99% dni wietrznych w roku, a wiosną często występują wiatry północne, powodujące cofkę powodziową. W czasie sztormów, nadchodzących w kierunku Holandii znad Morza Północnego, masy wód spiętrzają się szczególnie mocno, natrafiając na zwężenie drogi – Cieśninę Kaletańską i kanał La Manche. Spiętrzenie zwiększa się dodatkowo co 12 godzin w wyniku przypływów morza, a zwłaszcza pływów syzygijnych.

## Największe powodzie poprzedzające wydarzenia roku 1953

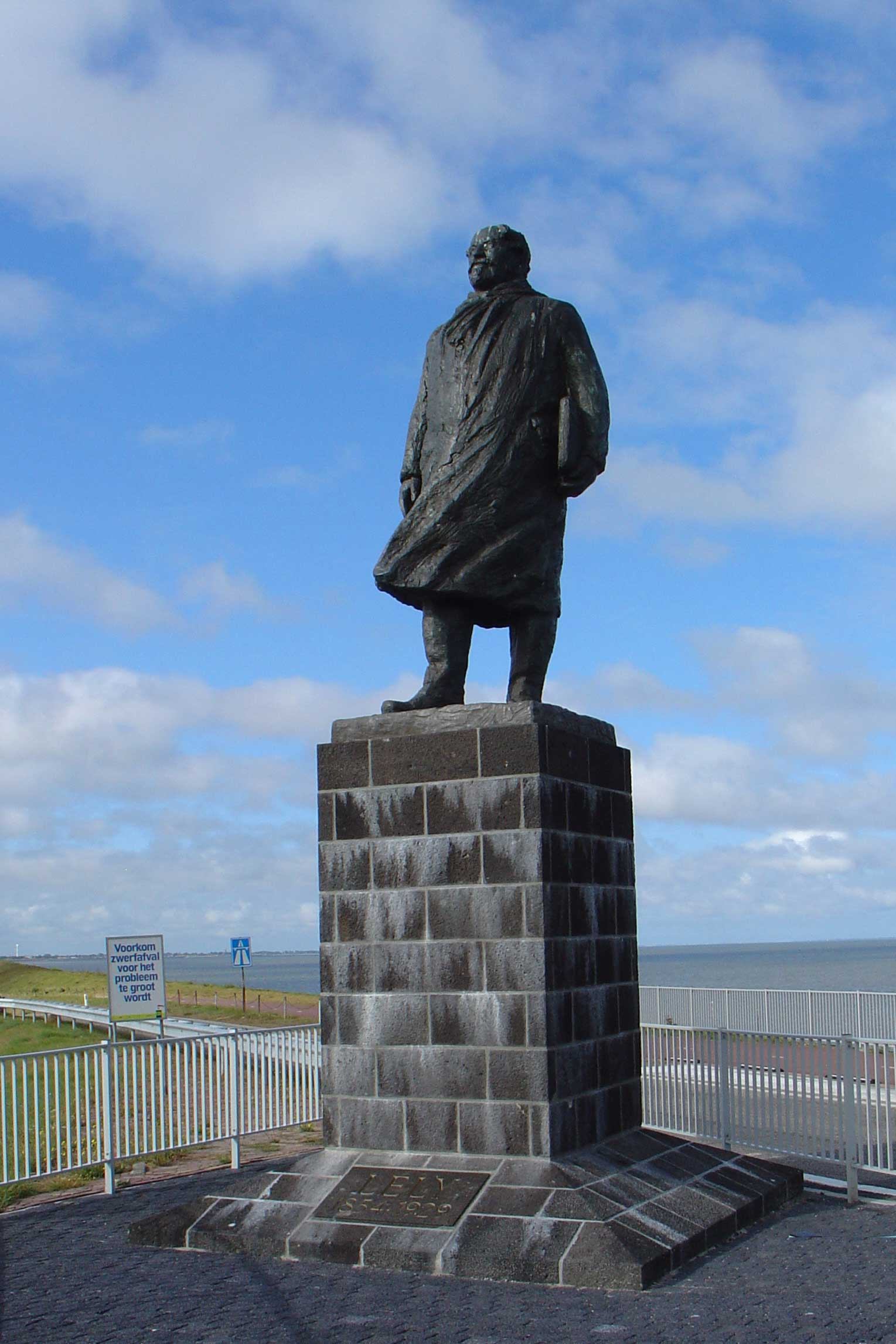
Statua Cornelisa Lelyego na Afsluitdijk

Pierwsze zanotowane wielkie powodzie wydarzyły się w tym rejonie w latach 838 i 1014, a spośród kolejnych są wyróżniane powodzie z lat:
1. 1404 i 1421 – Świętej Elżbiety,
2. 1570 – Wszystkich Świętych (1 listopada; ok. 20 tys. ofiar),
3. 1717 – Bożego Narodzenia (24/25 grudnia, ok. 14 tys. ofiar),
4. 1825 – 4 lutego, setki ofiar,
5. 1916 – Zuiderzee.

Po analizie strat poniesionych w 1916 powrócono do wcześniej zarzuconych planów Cornelisa Lelyego (minister robót publicznych), które były przygotowane już w końcu XIX w. Realizację zamierzeń przerwała I wojna światowa. Grobla Afsluitdijk, łącząca Holandię Północną z Fryzją (32 km długości), została zbudowana dopiero w latach 1920–1932.

## Kataklizm 1953

### Przyczyny
W styczniu i lutym 1953 roku zbiegły się w czasie 4 niekorzystne okoliczności:
1. wielki kryzys lat 30. XX w. i II wojna światowa spowodowały, że pogorszył się stan umocnień przeciwpowodziowych i opóźniła się realizacja programów budowy nowych budowli hydrotechnicznych,
2. stan wód Renu i Mozy był wyjątkowo wysoki z powodu roztopów w Alpach i obfitych opadów deszczu w Niemczech i Ardenach; w końcu stycznia fala powodziowa zbliżała się do delty,
3. na Morzu Północnym panował bardzo silny północno-zachodni sztorm (11 stopni w skali Beauforta, prędkość wiatru w porywach 144 km/h).
4. 1 lutego, po godzinie 4:00, u wybrzeży Zelandii i Flandrii wystąpił super-przypływ syzygijny (niderl. springtij).

### Przebieg

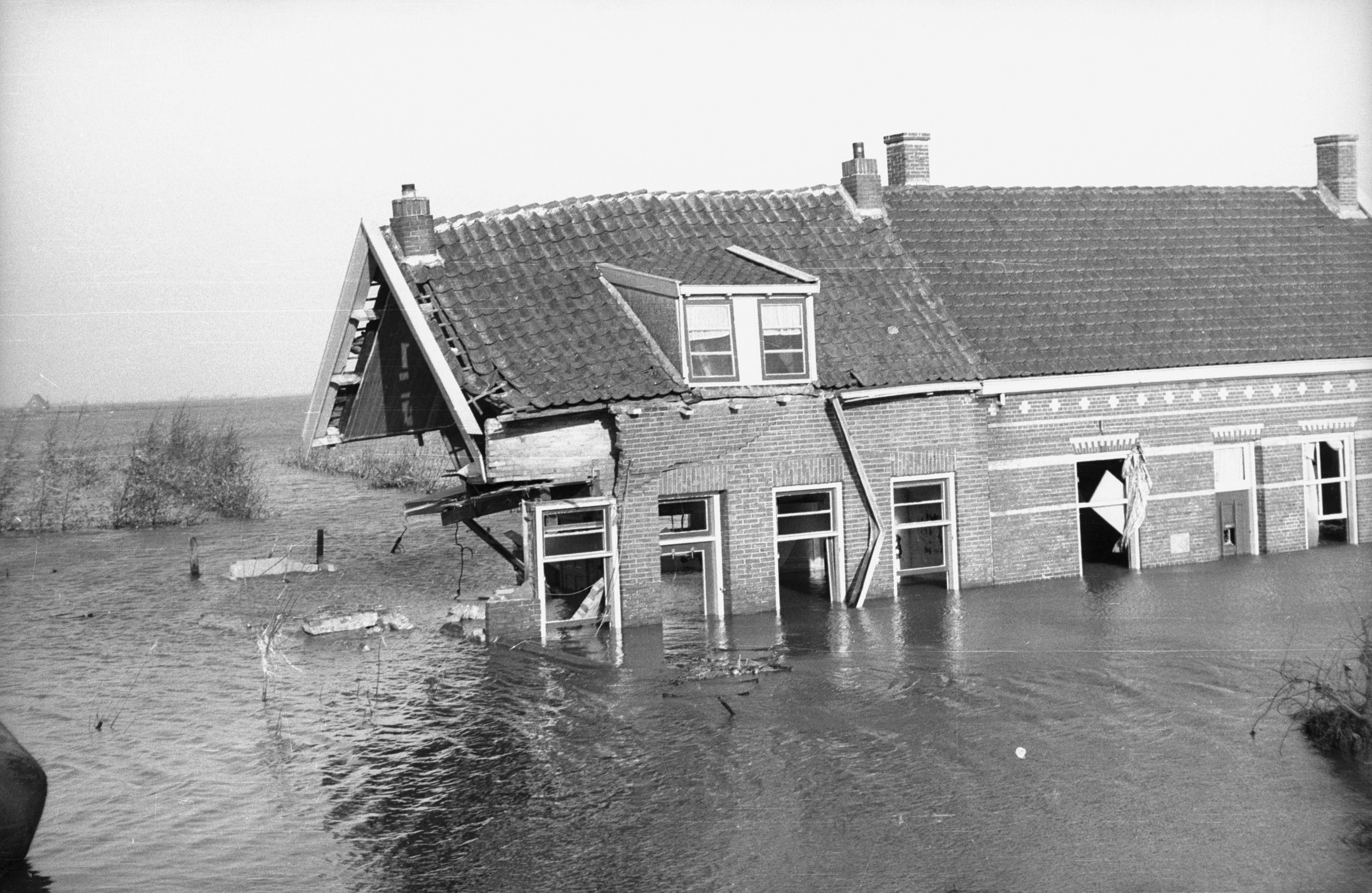
Ruiny sfotografowane w czasie wizyty królowej Juliany na zalanych obszarach

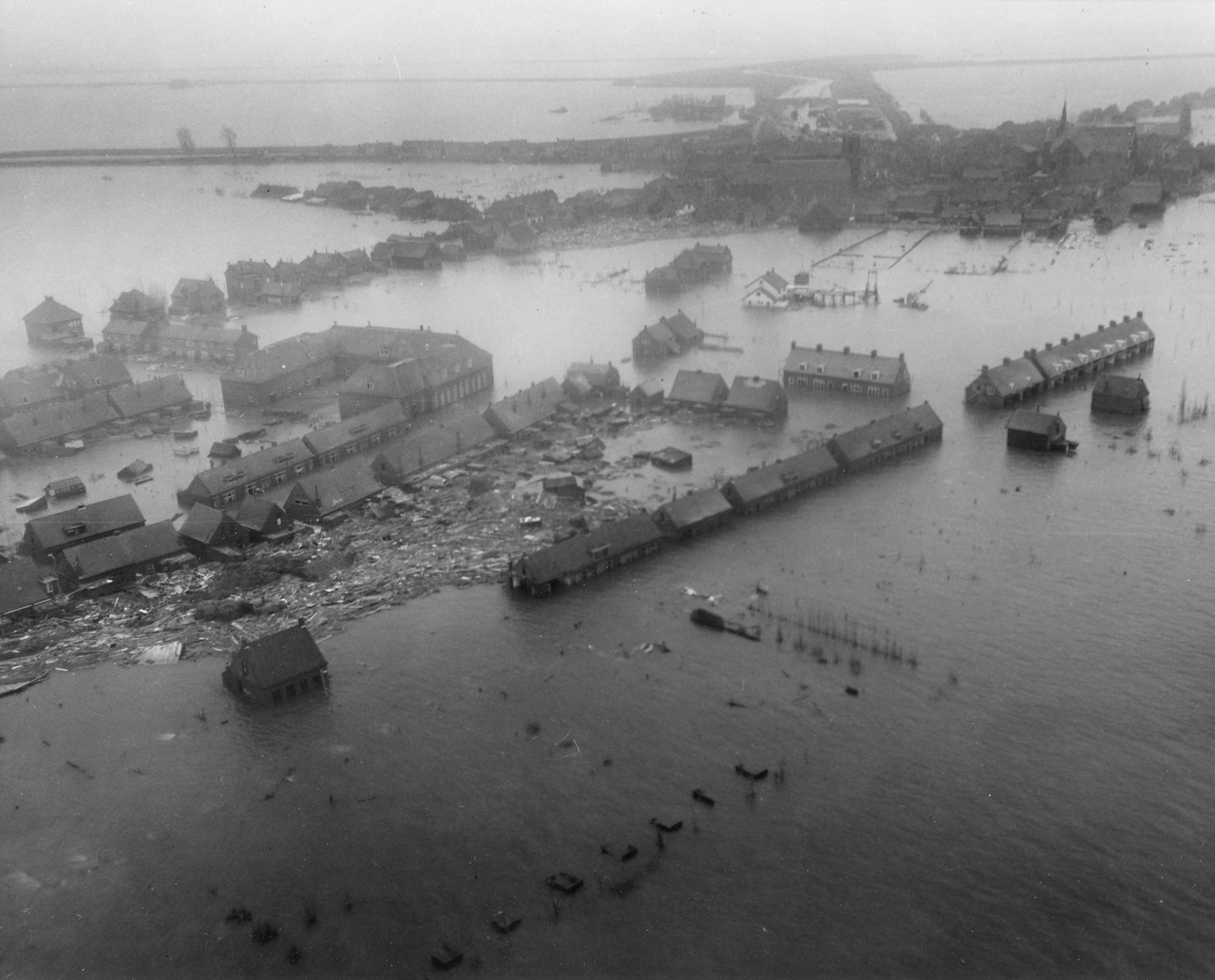
Półwysep Zuid-Beveland w czasie powodzi w 1953 (zdjęcie z helikoptera U.S. Army).

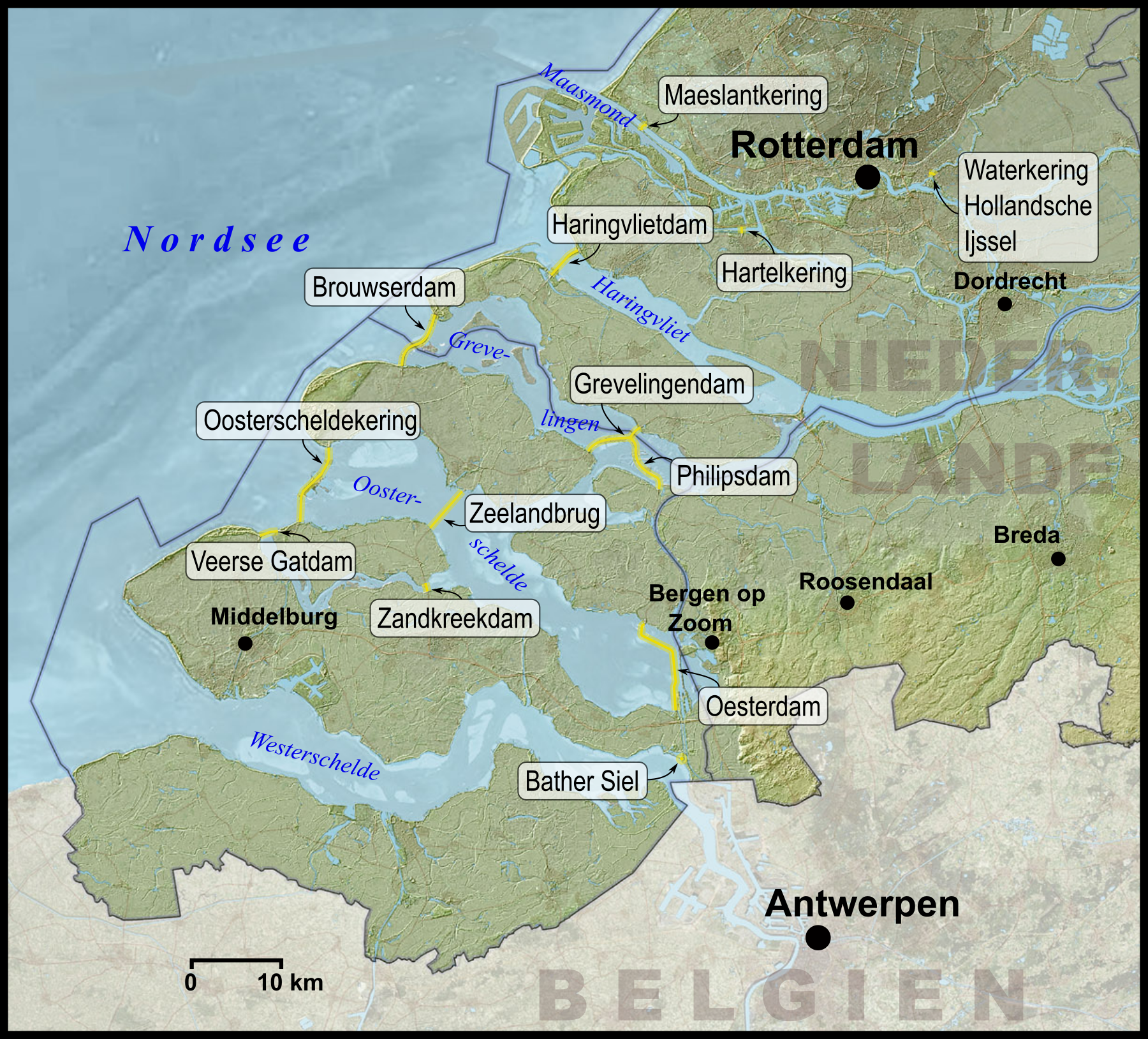
System zapór w Zelandii

O świcie 1 lutego poziom morza w Vlissingen osiągnął rekordową wysokość 4,55 m ponad NAP (niderl. Normaal Amsterdams Peil). Wały przeciwpowodziowe (ndl dijken) zostały przerwane w 89 miejscach – woda zniosła niemal połowę (500 km) łącznej długości wałów i wdarła się w głąb lądu (również w Belgii, Niemczech i w Anglii). Wyspy Zelandii oraz cześć wysp Brabancji i Holandii Południowej zostały zalane ciągu kilku nocnych godzin. Ludność tych terenów została zaskoczona kataklizmem – nie wszyscy zdążyli uciec np. na strychy domów.
1 lutego został ogłoszony stan katastrofy narodowej. Pierwszymi działaniami były próby umacniania zachowanej części umocnień brzegowych (przewidywano kolejny przypływ). Intensywną akcję pomocy powodzianom rozpoczęto 2 lutego. Początkowo była prowadzona siłami własnymi (wojsko i ludność cywilna); w całym kraju spontanicznie zorganizowano gromadzenie żywności i ubrań. W kolejnych dniach uzyskano pomoc z innych krajów, a przede wszystkim ze strony stacjonującej w Niemczech armii amerykańskiej, dobrze wyposażonej w sprzęt ratunkowy (amfibie, helikoptery i ciężki sprzęt transportowy). Pomocy udzielały też Belgia, Francja, Niemcy, Włochy, Anglia, Kanada. Mimo to wiele rodzin przez trzy dni pozostawało bez pomocy, narażonych na mróz, brak wody pitnej i żywności.

### Straty
Ostateczna liczba ofiar śmiertelnych została oceniona na 1835 (według innych źródeł – 1836); w całym otoczeniu Morza Północnego zginęło 2,3 tys. osób. Domy i cały dobytek straciło ok. 100 tys. ludzi (według innych źródeł 72 tys.). Utonęło lub padło z głodu i zimna wiele zwierząt gospodarskich – ok. 1,5 tys. koni, 25 tys. krów, 2,5 tys. owiec, 15 tys. świń. Przez kilka miesięcy trwały naprawy i uzupełnienia wałów przeciwpowodziowych oraz sprzątanie terenu.
W poszczególnych prowincjach śmierć poniosło:
- Zelandia – 846 osób,
- Holandia Południowa – 677 osób,
- Brabancja Północna – 247 osób,
- Holandia Północna – 7 osób.

Ponadto około 40 osób zmarło w późniejszych dniach w wyniku powodzi.

## Upamiętnienie ofiar i wnioski na przyszłość
Analiza tragicznych skutków powodzi doprowadziła do podjęcia szybkich decyzji dotyczących konieczności budowy skutecznego systemu zapór wodnych i wałów przeciwpowodziowych. Plan Delta był przez wiele lat (do lat 80. XX w.) największą cywilną inwestycją budowlaną na świecie. Stopniowo stworzono wielkie konstrukcje z betonu i stali, zapewniające skuteczną ochronę Holandii przed napierającą wodą Morza Północnego (bez spiętrzania wód rzek). System spełnił swoje zadanie w czasie sztormu w listopadzie 2007 r. (zapora została wówczas zamknięta po raz pierwszy).
Z okazji 50-lecia katastrofy (2003) w kilku miejscach Holandii odsłonięto upamiętniające to wydarzenie monumenty. Na odsłoniętej w Maassluis wysokiej kolumnie zaznaczono poziomy, do których wznosiła się woda w czasie minionych katastrof, oraz wysokości nowych wałów i zapór. Postać na szczycie monumentu uważnie wypatruje zagrożeń ze strony morza.